# Лека II Зогу
Лека II Зогу (повне ім'я — Лека Анвар Зог Реза Бодуен Мсизиве Зогу, алб. Leka Anwar Zog Reza Baudouin Msiziwe Zogu) (нар. 26 березня 1982, Йоганнесбург, ПАР) — титулярний король Албанії з 2011 року. Єдиний син наслідного принца Албанії Лека Зогу (1939—2011) і Сьюзан Кулен-Вард (1941—2004).
Лека — чиновник МВС Албанії, а в минулому працював в МЗС Албанії та адміністрації президента Албанії.
Після смерті батька Леки I Зогу в 2011 році, албанські монархісти вважають його сина королем Лекою II. 30 листопада 2011 року він змінив свого батька як глава дому Зогу, ставши титулярним королем албанців, главою Ордена Вірності і Ордена Скандербега.

## Раннє життя
Єдиний син албанського наслідного принца Леки Зогу і Сьюзан Куллен-Вард. У момент його народження уряд Південно-Африканської республіки заявив, що пологове відділення знаходиться на албанській території, щоб засвідчити, що Лека народився на албанської землі. Названий на честь президента Єгипту Анвара Ель-Садата, свого діда короля Албанії Зогу I, шаха Ірану Мохаммеда Реза Пехлеві і короля Бельгії Бодуена I. Мсізіве — шановне зулуське ім'я.

## Освіта і діяльність
Лека Зогу отримав середню освіту в Коледжі Святого Пітера в Йоганнесбурзі. У грудні 2006 року закінчив Військову академію в Сандхерсті (Велика Британія) як «кращий іноземний студент Академії». Згодом з цим досягненням його привітав міністр оборони Албанії. Він також вчився в університеті для іноземців в Перуджі (Італія), потім закінчив навчання в Албанській Військової академії імені Скандербега.
Проживає в місті Тирана, володіє албанською та англійською мовами, а також трохи говорить зулуською та італійською. У нього є собака-боксер, захоплюється бойовими мистецтвами, волейболом і плаванням. Він також любить дику природу, займається альпінізмом та стрільбою по мішенях.
У квітні 2004 року Лека Зогу прийняв медаль Матері Терези від імені своєї покійної бабусі, королеви Джеральдіни за її гуманітарну діяльність.
Він працює з молодіжними організаціями, такими як MJAFT!, і підтримує широкий спектр гуманітарних зусиль в Албанії, але сам стверджує, що він підтримує тільки проект «Допоможи собі сам», щоб стимулювати економічне зростання Албанії та Косово, і албанську газету «Sot».
Принц Лека Зогу також відомий як прихильник незалежності Косово від Сербії і має тісні зв'язки з лідерами косоварів в Приштіні. Королівські коледжі «Iliria» в Пріштіні і Тирані діють під його керівництвом.
Він також заснував молодіжне відділення «Руху за національне розвиток», який у 2005 році створив його батько, щоб змінити політичне обличчя Албанії.
24 червня 2010 року принц Лека встановив синю табличку на будинок в Пармуре (Бакінгемшир), в якому під час вигнання жив його дід, король Албанії Ахмет Зогу.

## Кар'єра
21 серпня 2007 року міністр закордонних справ Албанії Лулзим Баша заявив, що Лека був призначений його міністерство. Через два роки був переведений в міністерство внутрішніх справ. У 2012 році після обрання на пост президента Албанії Буяра Нишати Лека Зогу був призначений політичним радником президента.

## Особисте життя
10 травня 2010 року оголошено про заручини Леки з албанською акторкою і співачкою Елією Захарією. Елія Захарія народилася 8 лютого 1983 року в Тирані, Албанія, її сім'я має аристократичні корені. 26 березня 2016 року оголошено про весілля Леки і Елії. Весілля відбулося 8 жовтня 2016 року в Тирані.
22 жовтня 2020 року у подружжя народилася дочка Геральдіна.

## Титули
- 26 березня 1982 — 30 листопада 2011 — Його Королівська Високість Наслідний Принц Албанців
- 30 листопада 2011 — даний час — Його Величність Король Албанців

## Почесні звання та нагороди
Династичні нагороди Албанії:
- Кавалер Орден Порядку
- Кавалер Ордена Скандербега
- Кавалер Ордена Мужності
- Почесний громадянин міста Буррели (2012)
- Почесний громадянин міста Бердице (2012)

Династичні нагороди:
- Кавалер Великого Хреста Савойського Ордена Святих Маврикія і Лазаря (нагороджений принцом Неаполітанським Віктором Еммануїлом Савойським 19 травня 2012 року)